# Parastoo Ahmadi
Parastoo Ahmadi (em persa: پرستو احمدی; Nowshahr, 21 de março de 1997) é uma artista e cantora do Irã. Sua apresentação do Concerto Caravançarai em um dos caravançarais iranianos com hijab opcional, transmitido ao vivo em seu canal no YouTube, atraiu ampla atenção.

## Biografia e obras
Parastoo Ahmadi se formou em direção de cinema pela Universidade Soore. Ela começou a fazer cursos de solfejo e treinamento vocal (em música folclórica e música clássica) aos 14 anos.

### Música: "Do Sangue da Juventude da Pátria"
Durante os protestos de 2022 no Irã, Parastoo cantou a música Do Sangue da Juventude da Pátria. Consequentemente, em outubro de 2023, um processo judicial foi aberto contra ela.

### "O Ar da Liberdade"
Em junho de 2023, "O Ar da Liberdade", uma música com letras de Fatemeh Dogoharani, foi lançada. De acordo com Parastoo Ahmadi, a música era uma homenagem ao movimento "Mulher, Vida, Liberdade". Três meses depois, ela enfrentou um processo legal. Sua intimação ao Tribunal de Segurança de Teerã e o confisco de seus pertences pessoais criaram desafios para suas atividades artísticas.

### O Concerto Caravançarai
Durante o outono de 2024, Parastoo Ahmadi realizou o "Concerto Caravançarai" em um caravançarai enquanto usava trajes não obrigatórios pelo estado. A apresentação ao vivo despertou grande atenção nas redes sociais. Sobre seu concerto, ela escreveu:

"Eu, Parastoo, a garota que quer cantar para as pessoas que amo. Este é um direito que eu não poderia ignorar — cantar para a terra que eu adoro profundamente. Aqui, neste ponto em nosso amado Irã, onde a história e as lendas se entrelaçam, ouça minha voz neste concerto imaginário e imagine esta bela pátria..."
No Concerto Caravançarai, Parastoo executou peças como "Sar Kooye Doost", "Aziz Joon", "Kamar Bareek", "Mara Bebos", "Lahze Didar", "Cheh Sazam" e "Az Khoon-e Javanane Vatan". Ela estava acompanhada pelos músicos Ehsan Beyraghdar no piano, Soheyl Faghih-Nasiri na guitarra, Amin Taheri na bateria e Amir Ali Pirnia no baixo.

#### Ações legais
O Judiciário iraniano anunciou que ações legais seriam tomadas contra Parastoo Ahmadi por tocar música sem permissão e não aderir às "normas legais e religiosas". De acordo com a Agência de Notícias Mizan, processos legais foram movidos contra os envolvidos, e ações serão tomadas contra outros indivíduos conectados ao evento também. Em 14 de dezembro de 2024, Ahmadi foi presa na província de Mazandaran. Dois de seus músicos, Ehsan Birghidar e Sohail Faqih Nasiri, também teriam sido detidos. Em 15 de dezembro de 2024, o advogado de Ahmadi declarou que ela havia sido libertada após indignação generalizada sobre sua prisão.
Bankipour, o MP por trás do Hijab e da castidade, apoiou a prisão de Ahmadi.